# فوك برانكوفيتش
فوك برانكوفيتش (بالصربية: Вук Бранковић) (1345م - 6 أكتوبر 1397م). كان نبيلًا صربيا في حقبة العصور الوسطى، ورث وحكم بعد سقوط الإمبراطورية الصربية مُقاطعة امتدت أراضيها على ما يُمثل حاليا جنوب وجنوب غرب صربيا، كوسوڤو بأكملها، الجزء الشمالي من جمهورية مقدونيا الشمالية وشمال الجبل الأسود.
رفض التبعية للعثمانيين والقتال في جانبهم، بل شارك الصليبيين في قتال العثمانيين عدة معارك، فأنهى العثمانيون هذا الموقف بمهاجمة فوك في 1395م-1396م والاستيلاء على أرضه وإعطاء معظمها للأمير ستيفان لازاريفيتش، بينما سُجن فوك نفسه ومات في سجن عثماني. أعطى العثمانيون جزءاً صغيراً من أرض فوك مع مدينتي بريشتينا وفوتشيترن لأبنائه ليكونوا تابعين للدولة العثمانية.